# Kalvsjön (Asarums socken, Blekinge)
Kalvsjön är en sjö i Karlshamns kommun i Blekinge och ingår i Bräkneån-Mieåns kustområde. Sjön har en area på 0,227 kvadratkilometer och ligger 58,1 meter över havet. Sjön avvattnas av vattendraget Siggarpsån (Valbäcken).

## Delavrinningsområde
Kalvsjön ingår i det delavrinningsområde (623556-144427) som SMHI kallar för Ovan Klockarebäcken. Medelhöjden är 49 meter över havet och ytan är 46,29 kvadratkilometer. Det finns ett avrinningsområde uppströms, och räknas det in blir den ackumulerade arean 56,05 kvadratkilometer. Avrinningsområdets utflöde Siggarpsån (Valbäcken) mynnar i havet. Avrinningsområdet består mestadels av skog (71 procent) och jordbruk (16 procent). Avrinningsområdet har 1,2 kvadratkilometer vattenytor vilket ger det en sjöprocent på 2,6 procent.